# علم سانت فنسنت والغرينادين

علم سانت فنسنت والغرينادين

أعتمد علم سانت فنسنت والغرينادين في 21 تشرين الاول - أكتوبر من سنة 1985 ويتكون علم سانت فنسنت جرينادين من ثلاثة ألوان هي الأزرق، الأصفر والأخضر مرتبة بصورة عمودية على التوالي وفي الشريط الأصفر يوجد ثلاث أشكال للماس باللون الأخضر.

## معنى الوان العلم
- الأزرق: يرمز إلى السماء والبحر.
- الأصفر: يرمز إلى الرمال.
- الأخضر: يرمز إلى الغطاء النباتي في البلاد.

## أعلام سابقة

علم سانت فنسنت والغرينادين أيام الاستعمار البريطاني إلى سنة 1979.
علم سانت فنسنت والغرينادين مابين عامي 1979 إلى عام 1985.
علم سانت فنسنت والغرينادين مابين شهر أذار إلى شهر تشرين الأول من عام 1985.